# Giuseppe Lanci
Giuseppe Lanci (* 1. Mai 1942 in Rom, Italien) ist ein italienischer Kameramann.

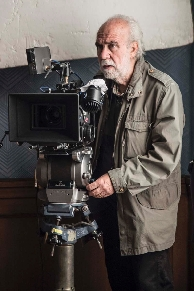
Giuseppe Lanci

## Leben
Lanci erhielt ein Diplom in Fotografie am Istituto d’Arte in Rom und besuchte dort auch das Centro Sperimentale di Cinematografia, wo er den späteren Regisseur Marco Bellocchio zum Kommilitonen hatte. Bis 1977 arbeitete Lanci als Assistent der Kameraleute Tonino Delli Colli (z. B. bei „Spiel mir das Lied vom Tod“ von Sergio Leone) und Franco di Giacomo bzw. als einfacher Kameramann. In dieser Zeit fotografierte Lanci sporadisch auch eigenverantwortlich Dokumentarfilme. 
Seit 1977 fungierte er als Chefkameramann und zeichnete verantwortlich für die optische Gestaltung einiger Spitzenproduktionen diverser ambitionierter Regisseure wie Bellocchio, Andrej Tarkowskij, Mauro Bolognini, Nanni Moretti, Lina Wertmüller, Margarethe von Trotta und der Taviani-Brüder Vittorio und Paolo. „Lanci vermochte mit seinen Bildern sowohl in lustvoller Pracht zu schwelgen als auch symbolschwere, poetische, irreal schöne Traumreisen durch Landschaften und Menschengesichter zu schaffen.“
2012 zog sich Giuseppe Lanci, der für eine Fülle von Filmpreisen nominiert wurde und auch einige erhalten hat, 70-jährig von der aktiven Tätigkeit als Kameramann zurück und wurde stattdessen im Januar 2014 zum Koordinator und Tutor des Kurses für Filmfotografie am Centro Sperimentale di Cinematografia berufen. Er lehrte außerdem als Professor und Koordinator der Abteilung für Fotografie an der NUCT in Cinecittà und entwickelte Filmseminare für einige bedeutende italienische Universitäten.

## Filmografie
- 1965: Violine (Kurzdokumentarfilm)
- 1976: Aborto: Parlano le donne (Dokumentarfilm)
- 1977: Difficile morire
- 1978: Maternale
- 1979: Der Sprung ins Leere (Salto nel vuoto)
- 1980: Confusione
- 1980: Il ritorno
- 1981: Piso Pisello
- 1982: Die Augen, der Mund (Gli occhi, la boccha)
- 1982: Ehrengard
- 1983: Nostalghia
- 1984: Eloggio della pazzia
- 1984: Kaos
- 1984: Enrico IV
- 1985: Camorra (Un complicato intrigo di donne, vicoli e delitti)
- 1985: Teufel im Leib (Il diavolo in corpo)
- 1986: Fieber im Herzen (La venexiana)
- 1986: Liebe ist ein Spiel auf Zeit (Every Time We Say Goodbye)
- 1987: Good Morning, Babylon (Good Morning, Babylonia)
- 1987: Sabba, die Hexe (La visione del Sabba)
- 1987: Sehnsucht nach Freiheit (Zoo)
- 1988: Fürchten und Lieben (Paura e amore)
- 1988: Franziskus (Francesco)
- 1988: Il prete bello
- 1989: Ein Sommer an der See (La-Baule-les-Pins)
- 1990: Die Verurteilung (La condanna)
- 1990: In nome del popolo sovrano
- 1990: Männer und Liebhaber (La villa del venerdi)
- 1991: Fra due risvegli
- 1991: Zahnstocher-Johnny (Johnny Stecchino)
- 1992: Fiorile
- 1992: Endstation Mord (Le amiche del cuore)
- 1993: Il teppista
- 1993: Liebes Tagebuch (Caro diario)
- 1994: Con gli occhi chiusi
- 1995: Wahlverwandtschaften (Affinità elettive)
- 1996: Der Prinz von Homburg (Il principe di Homburg)
- 1997: Santo Stefano
- 1997: Aprile
- 1998: I piccoli maestri
- 1998: Tu ridi
- 1998: La balia
- 1999: Tierra del fuego
- 1999: Compagno di viaggio
- 2000: Das Zimmer meines Sohnes (La stanza del figlio)
- 2001: Nowhere
- 2002: Bimba – È clonata una stella
- 2004: La spettatrice
- 2004: Nel mio amore
- 2007: Das Haus der Lerchen (La masseria delle allodole)
- 2008: No Problem
- 2010: Goodbye Mr. Zeus!
- 2011: Beyond the Glass (Kurzfilm)